# Stand and Sing of Zambia, Proud and Free
Stand and Sing of Zambia, Proud and Free ou Lumbanyeni Zambia é o hino nacional da Zâmbia. A melodia foi retirada do hino Nkosi Sikelel' iAfrika (Deus abençoe a África), que foi composta por um sul-africano, Enoch Sontonga, em 1897. Nkosi Sikelel' iAfrika formam o primeiro verso do hino nacional da África do Sul.

## Letra oficial (em inglês)
Stand and sing of Zambia, proud and free,
Land of work and joy in unity,
Victors in the struggle for the right,
We have won freedom's fight.
All one, strong and free.
Africa is our own motherland,
Fashion'd with and blessed by God's good hand,
Let us all her people join as one,
Brothers under the sun.
All one, strong and free.
One land and one nation is our cry,
Dignity and peace 'neath Zambia's sky,
Like our noble eagle in its flight,
Zambia, praise to thee.
All one, strong and free.
Refrão
(Cantado após o terceiro verso apenas)
Praise be to God.
Praise be, praise be, praise be,
Bless our great nation,
Zambia, Zambia, Zambia.
Free men we stand
Under the flag of our land.
Zambia, praise to thee!
All one, strong and free.

## Letra oficial (emBemba)
Lumbanyeni Zambia, no kwanga,
Ne cilumba twange tuumfwane,
Mpalume sha bulwi twa cine,
Twaliilubula.
Twikatane bonse.
Bonse tuli bana ba Africa,
Uwasenaminwa na Lesa,
Nomba bonse twendele pamo,
Twaliilubula.
Twikatane bonse.
Fwe lukuta lwa Zambia lonse,
Twikatane tubyo mutende,
Pamo nga lubambe mu mulu,
Lumbanyeni Zambia.
Twikatane bonse.
Refrão
(Cantado após o terceiro verso apenas)
Lumbanyeni,
Lesa, Lesa, wesu,
Apale calo,
Zambia, Zambia, Zambia.
Fwe bantungwa
Mu luunga lwa calo.
Lumbanyeni Zambia.
Twikatane bonse.